# Satartia
Satartia é uma vila localizada no estado americano de Mississippi, no Condado de Yazoo.

## História
Em fevereiro de 2020, um gasoduto de propriedade da empresa Denbury Resources carregando dióxido de carbono e sulfeto de hidrogênio em estado líquido se rompeu a menos de 800 metros de distância de Satartia. Moradores reclamaram de odores nauseantes e um gás verde. Algumas pessoas desmaiaram, e carros pararam de funcionar, já que precisam de oxigênio para a combustão. Os serviços de emergência evacuaram 42 residentes de Satartia, e mais 250 pessoas que moravam nas proximidades. 49 pessoas foram hospitalizadas por envenenamento por dióxido de carbono. Os funcionários do hospital e do resgate não possuíam treinamento específico a respeito de vazamento de CO2.
Em 2022, uma subsidiária do Departamento de Transportes dos Estados Unidos recomendou a pena de $3.866.734 contra a Denbury Resources. A empresa utiliza o dióxido de carbono para facilitar a extração de petróleo em poços que estão perto do final de sua vida útil. Em novembro de 2023 a empresa foi adquirida pela ExxonMobil.

## Demografia
Segundo o censo americano de 2000, a sua população era de 68 habitantes.
Em 2006, foi estimada uma população de 68, um aumento de 0 (0.0%).

## Geografia
De acordo com o United States Census Bureau tem uma área de
0,4 km², dos quais 0,4 km² cobertos por terra e 0,0 km² cobertos por água. Satartia localiza-se a aproximadamente 33 m acima do nível do mar.

## Localidades na vizinhança
O diagrama seguinte representa as localidades num raio de 36 km ao redor de Satartia.